# かいぎんカード
かいぎんカード株式会社は、沖縄県那覇市に本社を置く日本のクレジットカード会社。沖縄海邦銀行の系列会社。同行の顧客基盤を基に主に沖縄県内でカードの発行と加盟店の獲得をしている。

## 関連会社
- 沖縄海邦銀行